# Casalta
Casalta település Franciaországban, Haute-Corse megyében. Lakosainak száma 52 fő (2022. január 1.). Casalta Piano, Porri, Pruno, Scata, Silvareccio és San-Gavino-d’Ampugnani községekkel határos.

## Népesség
A település népességének változása:
| Lakosok száma | 70   | 35   | 24   | 51   | 50   | 51   | 53   | 54   | 55   | 52   |
|               | 1968 | 1982 | 1990 | 2006 | 2013 | 2015 | 2017 | 2019 | 2020 | 2022 |